# São Paulo FC
A São Paulo Futebol Clube (rövidebb nevén São Paulo) egy brazil labdarúgócsapat São Paulóból. A klubot eredetileg 1930. január 25-én alapították, majd 1935. december 16-án újraalapították. A São Paulo a harmadik legnépszerűbb csapat Brazíliában: közel 17 millió szurkolója van. A csapat ezen kívül a legsikeresebb brazil klubok egyike. Stadionjuk a Cícero Pompeu de Toledo Stadion (becenevén Morumbi) a 2009-es felújítás előtt 120 000 ülőhellyel rendelkezett. Ennek ellenére 1977-ben az állami döntőre (melyet a Corinthians vívott a Ponte Pretával), 146 082 néző zsúfolódott össze.  A csapat még sosem esett ki az elit ligából. Rajtuk kívül csak a Cruzeiro, Flamengo és a Santos büszkélkedhet ezzel a sikerrel.

Santo Paulo a csapat kabalája

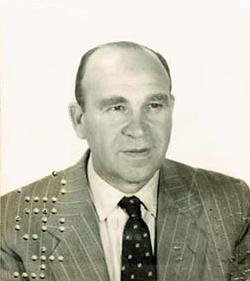
Guttmann Béla irányításával 1957-ben megnyerték a Paulista bajnokságot

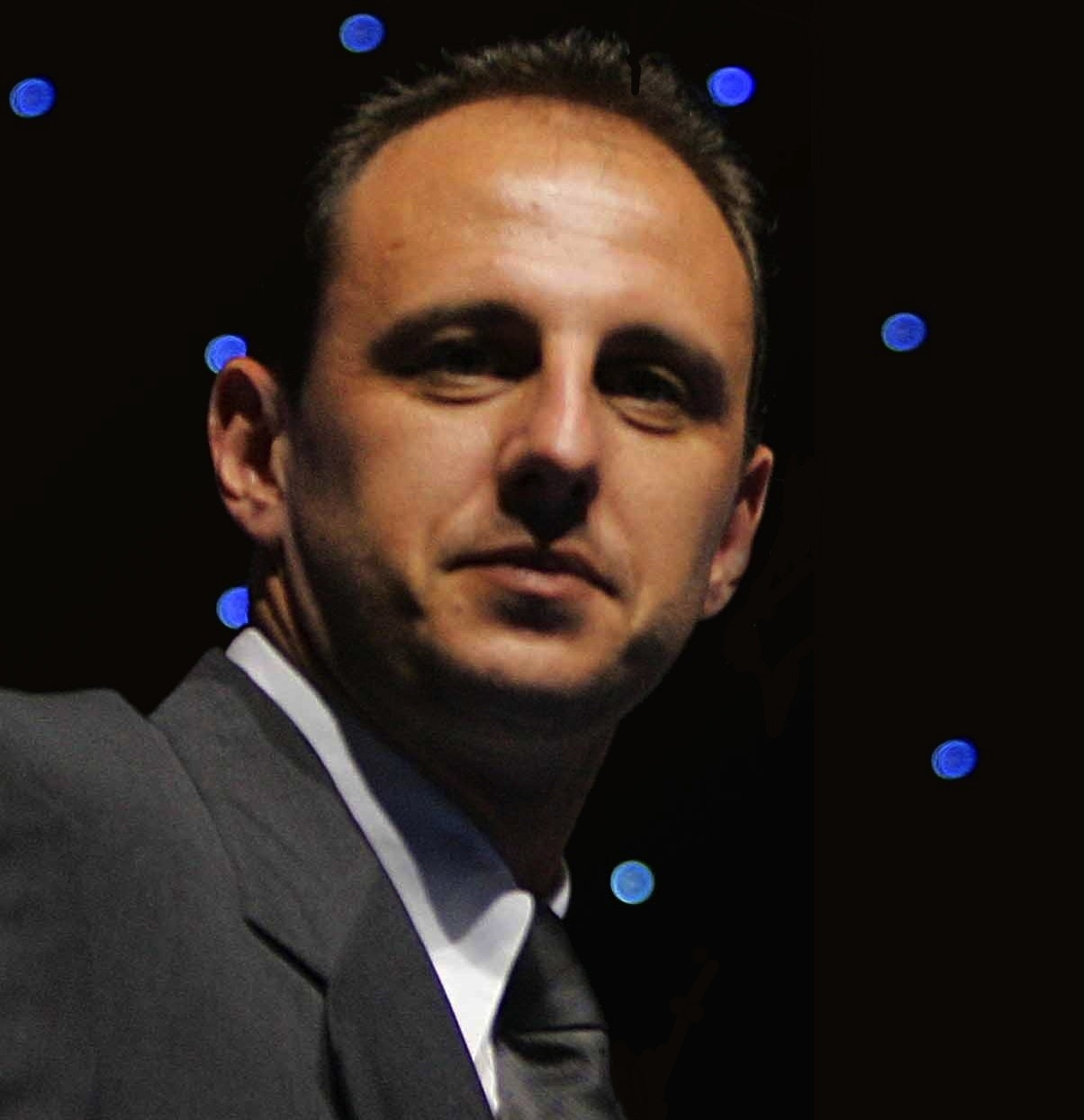
Rogério Ceni a legtöbb mérkőzésen pályára lépő São Paulo játékos. Ráadásul kapusként 1207 mérkőzésén 127 gólt szerzett.

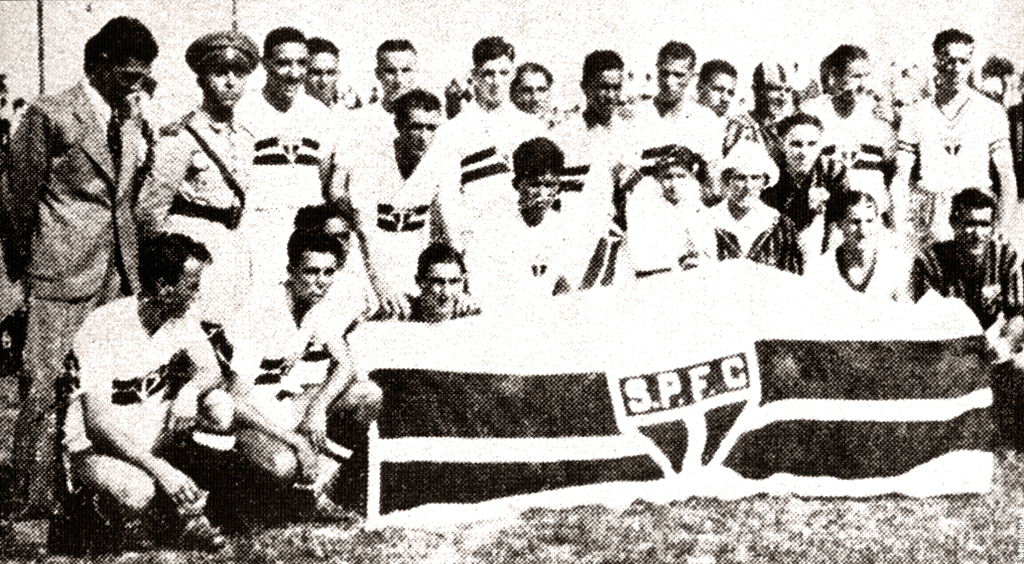
A reformálás utáni, új 1936-os csapat

## Sikerlista

### Hazai
- 6-szoros bajnok: 1977, 1986, 1991, 2006, 2007, 2008

### Állami
- 21-szeres Paulista bajnok: 1931, 1943, 1945, 1946, 1948, 1949, 1953, 1957, 1970, 1971, 1975, 1980, 1981, 1985, 1987, 1989, 1991, 1992, 1998, 2000, 2005

### Nemzetközi
- 3-szoros Interkontinentális kupa győztes: 1992, 1993, 2005
- 3-szoros Libertadores-kupa győztes: 1992, 1993, 2005
- 1-szeres Libertadores-szuperkupa győztes: 1993
- 1-szeres Copa Sudamericana győztes: 2012
- 2-szeres Recopa Sudamericana győztes: 1993, 1994
- 1-szeres CONMEBOL kupagyőztes:  1994
- 3-szoros Copa Masters győztes:  1996

### Egyéb címek
- 1-szeres Teresa Herrera-kupa győztes:  1992
- 1-szeres Ramón de Carranza-kupa győztes: 1992

## Játékoskeret
2021. szeptember 10-i állapotnak megfelelően.

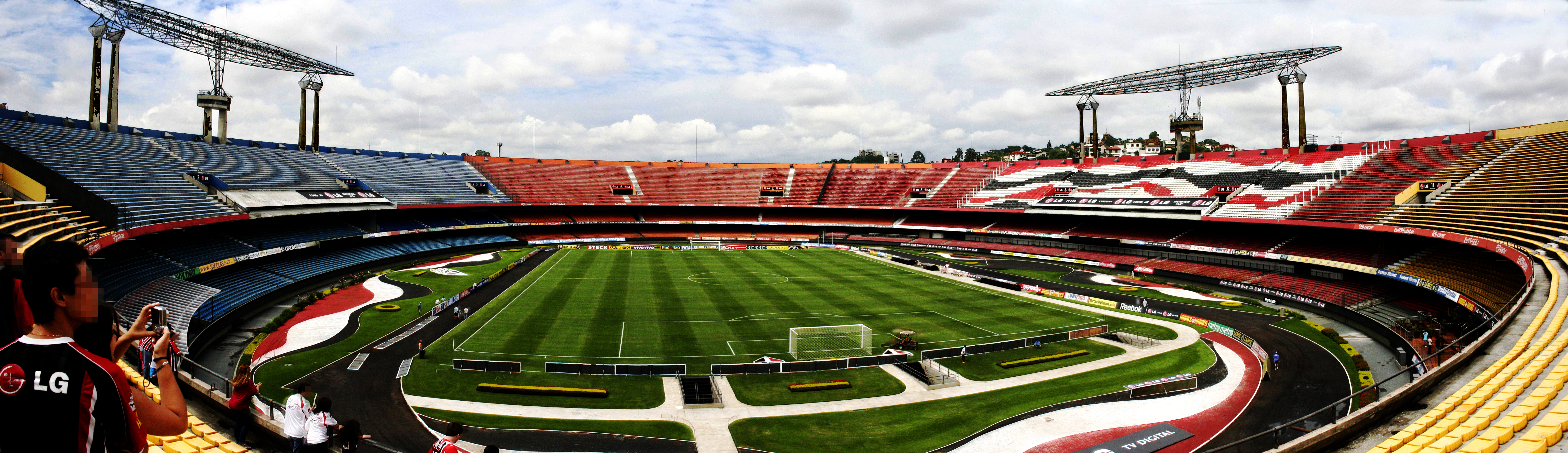
Morumbi stadion

| #  |     | Poszt | Név                                                     |
| -- | --- | ----- | ------------------------------------------------------- |
| 1  | BRA | K     | Tiago Volpi                                             |
| 2  | BRA | V     | Igor Vinícius                                           |
| 3  | BRA | V     | Bruno Alves                                             |
| 4  | BRA | V     | Diego Costa                                             |
| 5  | ECU | V     | Robert Arboleda                                         |
| 6  | BRA | V     | Reinaldo                                                |
| 7  | ECU | CS    | Joao Rojas                                              |
| 8  | ARG | KP    | Martín Benítez (kölcsönben az Independiente csapatától) |
| 9  | BRA | CS    | Pablo                                                   |
| 11 | BRA | CS    | Luciano                                                 |
| 12 | BRA | KP    | Vitor Bueno                                             |
| 13 | BRA | KP    | Luan                                                    |
| 14 | BRA | KP    | Liziero                                                 |
| 15 | URU | KP    | Gabriel Neves                                           |
| 16 | BRA | V     | Léo                                                     |
| 17 | BRA | KP    | William                                                 |
| 18 | BRA | K     | Lucas Perri                                             |

| #  |     | Poszt | Név                                                            |
| -- | --- | ----- | -------------------------------------------------------------- |
| 19 | BRA | KP    | Shaylon                                                        |
| 20 | COL | V     | Luis Manuel Orejuela                                           |
| 21 | BRA | KP    | Gabriel Sara                                                   |
| 22 | BRA | V     | Miranda ()                                                     |
| 23 | ITA | CS    | Eder                                                           |
| 25 | BRA | KP    | Rodrigo Nestor                                                 |
| 26 | BRA | KP    | Igor Gomes                                                     |
| 27 | PAR | CS    | Antonio Galeano (kölcsönben a Rubio Ñu csapatától)             |
| 30 | ARG | CS    | Jonathan Calleri (kölcsönben a Deportivo Maldonado csapatától) |
| 32 | BRA | V     | Rodrigo                                                        |
| 34 | BRA | V     | Welington                                                      |
| 37 | BRA | KP    | Talles Costa                                                   |
| 40 | BRA | K     | Thiago Couto                                                   |
| 43 | BRA | V     | Walce                                                          |
| 47 | BRA | CS    | Marquinhos                                                     |
| 77 | ARG | CS    | Emiliano Rigoni                                                |